# Haeterius wheeleri
Haeterius wheeleri är en skalbaggsart som beskrevs av Mann 1911. Haeterius wheeleri ingår i släktet Haeterius och familjen stumpbaggar. Inga underarter finns listade i Catalogue of Life.